# ウィリアム・ロックストロ
ウィリアム・スミス・ロックストロ（William Smith Rockstro 1823年1月5日 - 1895年7月1日）は、イングランドの音楽学者、教育者、ピアニスト、作曲家。音楽の教科書、音楽史、著名音楽家の伝記などの著作によりその名を留める。

## 生涯とキャリア
ウィリアム・スマイス・ロックストロー（Smyth Rockstraw）としてサリーのノース・チーム（英語版）に生まれた（1846年以降は古い形の姓を名乗るようになった）。ウィリアム・スタンデール・ベネットの下で作曲とピアノを、ジョン・パーキスの下でオルガンを学び、1845年から1846年にかけてはライプツィヒ音楽院でフェリックス・メンデルスゾーンに師事している（作曲とピアノ）。当時の同音楽院にはヨーゼフ・ヨアヒムやオットー・ゴルトシュミットらがいた。ライプツィヒ音楽院での学びを終えたロックストロはロンドンでピアノと歌唱の指導者として身を立てていき、リサイタルシリーズの伴奏者として定収入を確保した。1860年代のはじめにウェスト・カントリーへと移住した彼は、その後30年近くを同地で暮らすことになる。
ロックストロは古楽に情熱を燃やしていた。1885年にはロイヤル・アルバート・ホールにおいて、16世紀と17世紀の宗教音楽を集めた演奏会で指揮を行った。彼自身の楽曲にはオペラの幻想曲、ピアノ小品、歌曲などがあり保守的な様式で書かれている。1886年にはスリー・クワイア・フェスティバルで自作のオラトリオ『The Good Shepherd』を指揮したが、これは成功したと看做されていない。『タイムズ』紙はこの作品の真摯さに称賛を贈る一方で、メンデルスゾーンに負う部分が目立つこと、そして良質な旋律に欠けることに不満を表明している。
弟子のフラー・メイトランドと共に、ロックストロは『15世紀イングランドのキャロル集』（1891年）を編纂した。古い時代の音楽の編集者としての彼は、変更の追加という点では学術性からは程遠かった。『タイムズ』紙は『マタイ受難曲』のロックストロ版について「純正主義者の承認を得られそうにない大規模な表現記号の付け足しがある」とコメントしている。1891年にウェスト・カントリーを後にしてロンドンへと戻り、私的な弟子を取るかたわら王立音楽アカデミーと王立音楽大学の教壇に立った。
晩年のロックストロは病に悩まされたが、それでも72歳で訪れた死は予想外かつ突然の出来事だった。弟のリチャード・シェパード・ロックストロ（1826年-1906年）はギルドホール音楽学校でフルートの教授を務め、『A Treatise on the Flute』（「フルートに関する論文」1890年）を著した。

## 出版物
ロックストロが最も知られるのはその著作によってである。音楽の教則本には『A Key to Practical Harmony』（「実践的和声の鍵」1881年）、『Practical Harmony: a Manual for the Use of Young Students』（「実践的和声：若い学生が使用するためのマニュアル」1881年）、『The Rules of Counterpoint Systematically Arranged for the Use of Young Students』（「若い学生が使用するために系統立てて配列した対位法の規則」1882年）がある。音楽史に関する著作は『A History of Music for the Use of Young Students』（「若い学生が使用するための音楽の歴史」1879年）、『A General History of Music from the Infancy of the Greek Drama to the Present Period』（「ギリシャ演劇揺籃期から現代に至る音楽概史」1886年）である。またヘンデル（1883年）、メンデルスゾーン（1884年）の伝記的研究を出版しており、ジェニー・リンドに関する研究では『Memoir of Madame Jenny Lind-Goldschmidt: her Early Art-Life and Dramatic Career, 1820–1851』（H・S・ホーランドと共著、1891年）と『Jenny Lind, her Vocal Art and Culture』（1894年）の2冊を発表している。
『音楽と音楽家に関するグローヴの事典』の最初の版でロックストロは「ミサ」、「モンテヴェルディ」、「モテット」、「オペラ」、「オラトリオ」、「オーケストラ」、「プレーンソング（単旋聖歌）」など240の記事を執筆している。2012年5月のオンライン版の『ニューグローヴ』にもロックストロが書いた記事が改訂を経ながら2本掲載されている。「カデンツ」と「Euouae」（中世の礼拝用書物で用いられる専門用語）である。